# El rostro del Führer
Der Fuehrer's Face (en español: El rostro del Führer) es un cortometraje de propaganda animada estadounidense producido por Walt Disney Productions y publicado en 1943 por RKO Radio Pictures. La caricatura, que cuenta con el Pato Donald en un escenario de pesadilla como empleado en una fábrica en la Alemania nazi, se hizo en un esfuerzo para vender bonos de guerra y es un ejemplo de la propaganda estadounidense durante la Segunda Guerra Mundial. La película fue dirigida por Jack Kinney y escrita por Joe Grant y Dick Huemer con música original de Oliver Wallace. La cinta fue también conocida por la canción original de Wallace La cara del Führer, que en realidad había sido publicada varios años antes, en una versión de Spike Jones.
El cortometraje ganó el premio Óscar al Mejor cortometraje de animación. Fue la única película del Pato Donald en recibir tal honor, aunque también fueron nominadas otras ocho películas con el mismo personaje. En 1994, la película fue votada como la número 22 de la lista The 50 Greatest Cartoons por miembros del campo de la animación. Sin embargo, debido a la naturaleza propagandística de la cinta, y la representación del Pato Donald como un nazi, Disney mantuvo la película fuera de circulación general después de su lanzamiento original. Su primer lanzamiento en video casero llegó en 2004 con el lanzamiento de la tercera ola de los Walt Disney Treasures en DVD.

## Argumento
La historia transcurre en Nutzi Land (que se pronuncia muy parecido a Nazi Land pero se traduce como 'Tierra de locos').
Comienza con la aparición de una banda de música nazi, donde destacan caricaturas de Hideki Tojo tocando la tuba, Hermann Göring tocando la flauta travesera, Joseph Goebbels tocando el trombón, a su vez que lideraba el grupo, y Benito Mussolini tocando el bombo. La banda empieza a tocar una canción, en la cual dicen estar orgullosos de hacer Heil en el rostro de Hitler y definen como un «súper hombre» a todos los individuos de raza aria. El estruendo de la música despierta a Donald, pero en tanto éste no sale de su cama aparece una bayoneta que le da un golpe para despertarle de una vez. Así, Donald saluda con un Heil a Hitler, al emperador Hirohito y a Mussolini. Posteriormente, se ve a Donald vestido con uniforme militar, desayunando una infusión de café hecha con un solo grano que guarda en una caja fuerte, un aerosol con sabor a huevos con tocino y un trozo de pan tan duro que hay que cortarlo con un serrucho y que apenas se puede comer. Esta escena se refiere al racionamiento y privaciones causadas en Alemania por la guerra. Justo después le ponen un ejemplar de Mein Kampf delante.
A continuación, Donald es llevado a su trabajo en una fábrica de municiones donde debe atornillar la espoleta de proyectiles de obús. Algunas espoletas traen atadas pequeñas fotos de Hitler, así que Donald tiene que saludar con la palabra Heil a cada fotografía (lo único que se entiende de lo que dice mientras trabaja es Heil Hitler!). El único descanso de Donald es tener que hacer gimnasia y saludar con un Heil varias veces frente a un telón con un paisaje de los Alpes pintado en él; luego vuelve a la fábrica, donde aumenta la rapidez de su trabajo a niveles insoportables, con proyectiles cada vez mayores en tamaño (casi de tamaño igual al de Donald) y además debe seguir saludando con un Heil a cada retrato de Hitler, hasta que se vuelve loco con la aparición caótica de proyectiles de muy diverso tamaño (una posible referencia al filme Tiempos modernos de Charlie Chaplin) y despierta en su dormitorio, donde confunde la sombra de la estatua de la Libertad con la de Hitler. Al notar que todo ha sido un sueño, Donald se acerca a la estatua y acaba abrazándola con alegría, sintiéndose «orgulloso de ser un ciudadano de Estados Unidos». En la escena final aparece una caricatura de Hitler, a la cual lanzan un tomate. El jugo del tomate forma las palabras The End ('el fin').